# Tam Kỳ (thành phố)
Tam Kỳ (三岐) là thành phố tỉnh lỵ cũ của tỉnh Quảng Nam (Nay là phường Tam Kỳ, Đà Nẵng), Việt Nam. Thành phố Tam Kỳ là trung tâm hành chính, kinh tế, văn hóa, y tế, giáo dục, khoa học kỹ thuật của tỉnh Quảng Nam. Thành phố nằm ở vị trí trung độ của cả nước và thuộc vùng kinh tế trọng điểm miền Trung.

## Địa lý
Thành phố Tam Kỳ cách thủ đô Hà Nội 820 km về phía Bắc, cách thành phố Đà Nẵng 60 km về phía Bắc và cách Thành phố Hồ Chí Minh 900 km về phía Nam. Có vị trí địa lý:   
- Phía bắc giáp huyện Thăng Bình
- Phía nam giáp huyện Núi Thành
- Phía tây giáp huyện Phú Ninh
- Phía đông giáp biển Đông.

Thành phố Tam Kỳ có diện tích 100,26 km², dân số năm 2019 là 122.374 người, trong đó: dân số thành thị có 91.450 người chiếm 75% và dân số nông thôn có 30.924 người chiếm 25%, mật độ dân số đạt 1.221 người/km².

### Khí hậu
| Dữ liệu khí hậu của {{{location}}} | Dữ liệu khí hậu của {{{location}}} | Dữ liệu khí hậu của {{{location}}} | Dữ liệu khí hậu của {{{location}}} | Dữ liệu khí hậu của {{{location}}} | Dữ liệu khí hậu của {{{location}}} | Dữ liệu khí hậu của {{{location}}} | Dữ liệu khí hậu của {{{location}}} | Dữ liệu khí hậu của {{{location}}} | Dữ liệu khí hậu của {{{location}}} | Dữ liệu khí hậu của {{{location}}} | Dữ liệu khí hậu của {{{location}}} | Dữ liệu khí hậu của {{{location}}} | Dữ liệu khí hậu của {{{location}}} |
| Tháng                              | 1                                  | 2                                  | 3                                  | 4                                  | 5                                  | 6                                  | 7                                  | 8                                  | 9                                  | 10                                 | 11                                 | 12                                 | Năm                                |
| ---------------------------------- | ---------------------------------- | ---------------------------------- | ---------------------------------- | ---------------------------------- | ---------------------------------- | ---------------------------------- | ---------------------------------- | ---------------------------------- | ---------------------------------- | ---------------------------------- | ---------------------------------- | ---------------------------------- | ---------------------------------- |
| [ cần dẫn nguồn ]                  |                                    |                                    |                                    |                                    |                                    |                                    |                                    |                                    |                                    |                                    |                                    |                                    |                                    |

## Hành chính

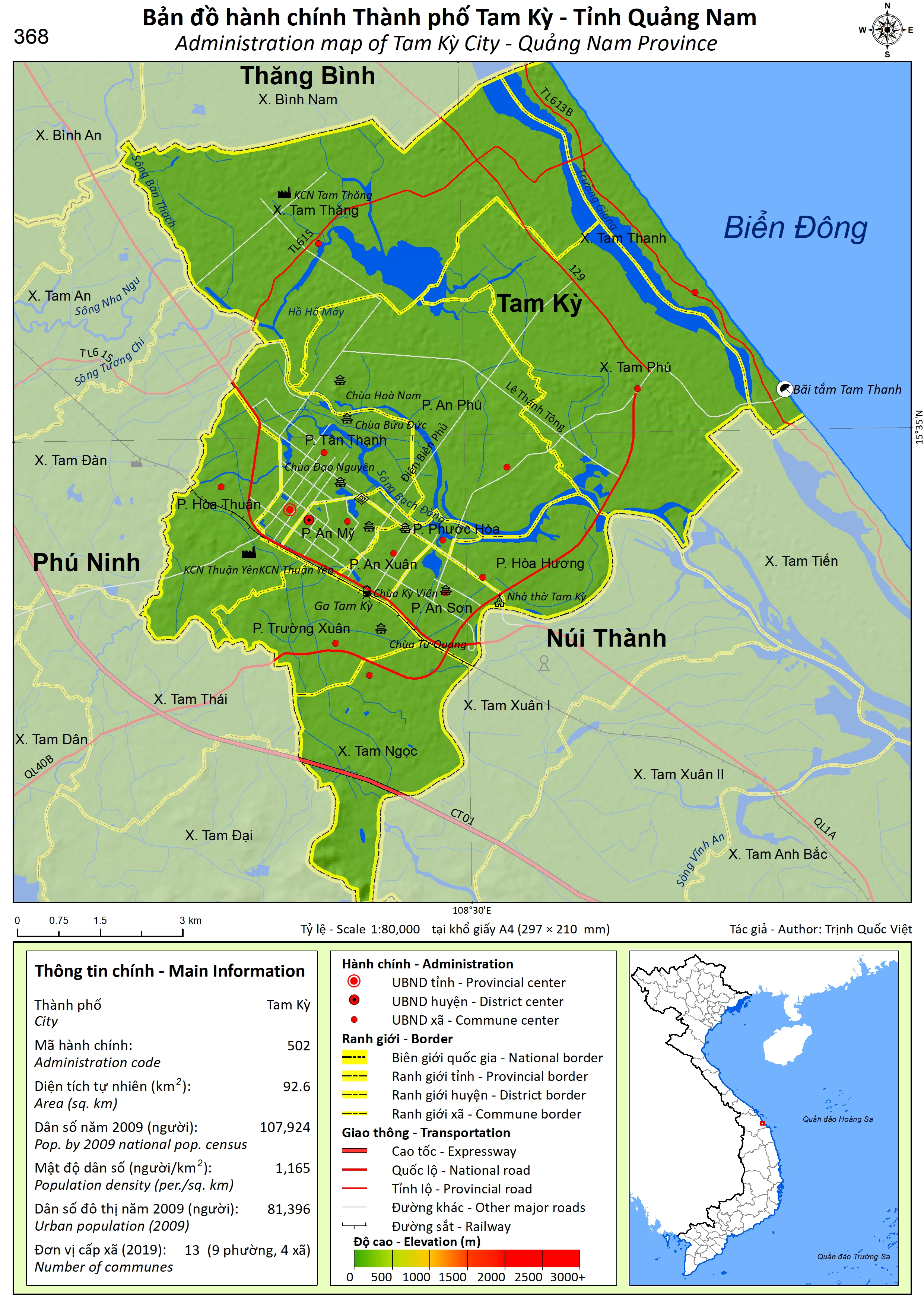
Bản đồ hành chính thành phố Tam Kỳ

Thành phố Tam Kỳ có 12 đơn vị hành chính cấp xã trực thuộc, bao gồm 8 phường: An Mỹ, An Phú, An Sơn, An Xuân, Hòa Hương, Hòa Thuận, Tân Thạnh, Trường Xuân và 4 xã: Tam Ngọc, Tam Phú, Tam Thanh, Tam Thăng.

## Lịch sử
Trước kia, từ vị trí một ngã ba (chữ Kỳ trong Tam Kỳ có nghĩa là 'ngã rẽ', không phải là 'mô đất cao'. Tam Kỳ nghĩa là 'ngã ba', không phải là 'ba mô đất cao'), nay trở thành thành phố với nhiều giao lộ lớn. Hạ tầng phố phường đã xây dựng khá nhiều và quy mô, nhất là khu hành chính, quảng trường,... Thị xã Tam Kỳ là một đô thị được hình thành từ lâu, có bề dày lịch sử. Trải qua nhiều thời kỳ lịch sử, Tam Kỳ luôn có sự phát triển không ngừng, gắn liền với vùng đất Quảng Nam giàu truyền thống cách mạng kiên cường, bất khuất trong công cuộc đấu tranh giành độc lập dân tộc và xây dựng đất nước.
Sau Cách mạng tháng Tám năm 1945, huyện Tam Kỳ có huyện lỵ là thị trấn Tam Kỳ.
Đến ngày 30 tháng 1 năm 1951, thị xã Tam Kỳ được thành lập và được chọn là tỉnh lỵ của tỉnh Quảng Nam.
Sau Hiệp định Genève năm 1954, dưới chính quyền Việt Nam Cộng hòa, huyện Tam Kỳ được gọi là quận Tam Kỳ và trực thuộc tỉnh Quảng Tín.
Sau năm 1975, hai huyện Bắc Tam Kỳ, Nam Tam Kỳ và thị xã Tam Kỳ hợp nhất thành huyện Tam Kỳ thuộc tỉnh Quảng Nam - Đà Nẵng, gồm 2 thị trấn: Tam Kỳ (huyện lỵ), Núi Thành và 21 xã: Tam An, Tam Anh, Tam Dân, Tam Giang, Tam Hải, Tam Hiệp, Tam Hòa, Tam Lãnh, Tam Mỹ, Tam Nghĩa, Tam Phú, Tam Ngọc, Tam Phước, Tam Quang, Tam Sơn, Tam Thái, Tam Thăng, Tam Thanh, Tam Thành, Tam Tiến, Tam Xuân.
Ngày 13 tháng 3 năm 1979, sáp nhập xã Trà Thượng của huyện Trà My vào huyện Tam Kỳ; hợp nhất xã Trà Thượng và xã Tam Sơn thuộc huyện Tam Kỳ thành xã Tam Trà.
Ngày 1 tháng 12 năm 1983, chia xã Tam Trà thành 2 xã: Tam Trà và Tam Sơn.
Từ đó, huyện Tam Kỳ có 2 thị trấn: Tam Kỳ, Núi Thành và 22 xã: Tam An, Tam Anh, Tam Dân, Tam Giang, Tam Hải, Tam Hiệp, Tam Hòa, Tam Lãnh, Tam Mỹ, Tam Nghĩa, Tam Phú, Tam Ngọc, Tam Phước, Tam Quang, Tam Sơn, Tam Thái, Tam Thăng, Tam Thanh, Tam Thành, Tam Tiến, Tam Trà, Tam Xuân.
Ngày 3 tháng 12 năm 1983, Hội đồng Bộ trưởng ban hành Quyết định số 144-HĐBT. Theo đó, chia huyện Tam Kỳ thành hai đơn vị hành chính: thị xã Tam Kỳ và huyện Núi Thành.
Thị xã Tam Kỳ có 7 phường: An Mỹ, An Sơn, An Xuân, Hòa Hương, Phước Hòa, Tân Thạnh, Trường Xuân và 10 xã: Tam Phú, Tam Thanh, Tam Thăng, Tam An, Tam Dân, Tam Thành, Tam Phước, Tam Ngọc, Tam Thái, Tam Lãnh.
Ngày 12 tháng 4 năm 1985, chia xã Tam Phước thành 2 xã: Tam Phước và Tam Lộc; chia xã Tam Dân thành 2 xã: Tam Dân và Tam Vinh.
Ngày 29 tháng 8 năm 1994, chia xã Tam An thành 2 xã: Tam An và Tam Đàn.
Ngày 6 tháng 11 năm 1996, tỉnh Quảng Nam được tái lập, thị xã Tam Kỳ trở thành tỉnh lỵ tỉnh Quảng Nam.
Ngày 21 tháng 3 năm 2002, thành lập phường An Phú trên cơ sở điều chỉnh một phần diện tích và dân số của xã Tam Phú.
Cuối năm 2004, thị xã Tam Kỳ có 8 phường: An Mỹ, An Phú, An Sơn, An Xuân, Hòa Hương, Phước Hòa, Tân Thạnh, Trường Xuân và 13 xã: Tam An, Tam Dân, Tam Đàn, Tam Lãnh, Tam Lộc, Tam Phú, Tam Ngọc, Tam Phước, Tam Thái, Tam Thăng, Tam Thanh, Tam Thành, Tam Vinh.
Ngày 5 tháng 1 năm 2005, Chính phủ ban hành Nghị định 01/2005/NĐ-CP. Theo đó:
- Thành lập phường Hòa Thuận trên cơ sở điều chỉnh một phần diện tích và dân số của xã Tam Đàn và phường Tân Thạnh
- Chia xã Tam Thái thành 2 xã: Tam Thái và Tam Đại
- Tách 10 xã: Tam An, Tam Đại, Tam Dân, Tam Đàn, Tam Lãnh, Tam Lộc, Tam Phước, Tam Thái, Tam Thành và Tam Vinh để thành lập huyện Phú Ninh.

Sau khi điều chỉnh địa giới hành chính, thị xã Tam Kỳ còn lại 9 phường: An Mỹ, An Phú, An Sơn, An Xuân, Hòa Hương, Hòa Thuận, Phước Hòa, Tân Thạnh, Trường Xuân và 4 xã: Tam Ngọc, Tam Phú, Tam Thăng, Tam Thanh.
Ngày 26 tháng 10 năm 2005, Bộ Xây dựng ban hành Quyết định 1993/QĐ-BXD công nhận thị xã Tam Kỳ là đô thị loại III.
Ngày 29 tháng 9 năm 2006, Chính phủ ban hành Nghị định 113/2006/NĐ-CP về việc thành lập thành phố Tam Kỳ thuộc tỉnh Quảng Nam trên cơ sở toàn bộ diện tích và dân số của thị xã Tam Kỳ. Thành phố Tam Kỳ bao gồm 9 phường và 4 xã như hiện nay.
Ngày 15 tháng 2 năm 2016, Thủ tướng Chính phủ ban hành Quyết định 240/QĐ-TTg công nhận thành phố Tam Kỳ là đô thị loại II.
Ngày 1 tháng 1 năm 2025, sáp nhập phường Phước Hòa vào phường An Xuân.
Từ đó, thành phố Tam Kỳ có 8 phường và 4 xã như hiện nay.
Tỉnh Quảng Nam dự tính sẽ sáp nhập thành phố Tam Kỳ cùng 2 huyện Núi Thành, Phú Ninh để hình thành đô thị loại I trong tương lai.

## Xã hội

### Y tế

#### Các cơ sở công cộng
- Bệnh viên Đa khoa tỉnh Quảng Nam[16]
- Bệnh viện Nhi Quảng Nam
- Trung tâm Y tế Tam Kỳ[17]
- Bệnh viên Đa khoa Trung ương Quảng Nam (bệnh viện hạng II)[18] (cách trung tâm thành phố 10 km)
- Trung tâm Da Liễu
- Bệnh viện Tâm Thần.

#### Các cơ sở tư nhân
- Bệnh viện Đa khoa Minh Thiện [19]
- Bệnh viện Đa khoa Sài Gòn Tam Kỳ (tên thương hiệu mới của Bệnh viện Thái Bình Dương Tam Kỳ sau khi gia nhập Tập đoàn Y Khoa Sài Gòn) [20]

### Giáo dục

#### Đại học - Cao đẳng
- Trường Đại học Quảng Nam[21]
- Trường Cao đẳng nghề Quảng Nam[22]
- Trường Cao đẳng kinh tế kỹ thuật Quảng Nam[23]
- Trường Cao đẳng Y tế Quảng Nam[24]
- Trường CĐ Công kỹ nghệ Đông Á[25]
- Trường CĐ Tư thục Phương Đông - Quảng Nam[26]
- Trường trung cấp Bách Khoa Quảng Nam.[27]

#### Trung học Phổ Thông
- Trường chuyên Nguyễn Bỉnh Khiêm[28]
- Trường Trần Cao Vân[29]
- Trường Lê Quý Đôn[30]
- Trường Phan Bội Châu[31]
- Trường Hà Huy Tập[32]
- Trường Duy Tân.[33]

#### Trung học cơ sở
- Trường Nguyễn Du
- Trường Lý Tự Trọng[34]
- Trường Lê Hồng Phong[35]
- Trường Lê Lợi
- Trường Nguyễn Huệ[36]
- Trường Huỳnh Thúc Kháng
- Trường Lý Thường Kiệt
- Trường Chu Văn An
- Trường Thái Phiên
- Trường Nguyễn Khuyến.

#### Tiểu học
- Trường Trần Quốc Toản
- Trường Kim Đồng[37]
- Trường Võ Thị Sáu
- Trường Nguyễn Hiền
- Trường Nguyễn Văn Trỗi
- Trường Lê Văn Tám[38]
- Trường Trần Quý Cáp
- Trường Ngô Quyền
- Trường Ngô Gia Tự
- Trường Hùng Vương
- Trường Nguyễn Thị Minh Khai
- Trường Nguyễn Viết Xuân
- Trường Phan Thanh
- Trường Lê Thị Hồng Gấm.

#### Mầm non - Mẫu giáo
- Mầm non Sơn Ca
- Mẫu giáo Tuổi Thần Tiên
- Mẫu giáo Hoa Mai
- Mẫu giáo Măng Non[39]
- Mẫu giáo Ánh Dương[40]
- Mầm non 24/3
- Mẫu giáo Vành Khuyên
- Mẫu giáo Hải Âu
- Mẫu giáo Bình Minh
- Mẫu giáo Hoa Sen
- Mẫu giáo Hương Sen
- Mẫu giáo Rạng Đông
- Mẫu giáo Tuổi thơ
- Mầm non Thánh Gióng[41]
- Mẫu giáo Họa Mi
- Mẫu giáo Anh Đào
- Mẫu giáo tư thục Doreamon[42]
- Mẫu giáo tư thục Tuổi Hồng.
- Mẫu giáo tư thục Tuổi Thơ Xanh

## Văn hóa - du lịch

### Làng nghề truyền thống
- Làng hến: Thôn Tân Phú, xã Tam Phú
- Làng dệt chiếu cói: Thôn Thạch Tân, xã Tam Thăng
- Làng mắm Tam Ấp: xã Tam Thanh.

### Đặc sản
- Mì Quảng
- Trà lài
- Mít hông
- Cơm gà Tam Kỳ
- Bánh chập
- Bánh ướt ram
- Bò bía.

### Giải thưởng
Ngày 27/10/2015, tại thành phố Fukuoka, Nhật Bản, Tổ chức Định cư con người Liệp Hiệp Quốc tại châu Á (UN Habitat châu Á) đã trao tặng giải thưởng "Phong cảnh thành phố châu Á năm 2015" cho thành phố Tam Kỳ, tỉnh Quảng Nam. Giải thưởng "Phong cảnh thành phố châu Á" (gọi tắt là ATA) là giải thưởng quốc tế được thành lập vào năm 2010 bởi sự phối hợp của 4 tổ chức: Văn phòng Tổ chức định cư con người Liên Hợp Quốc vùng châu Á – Thái Bình Dương, Ủy ban định cư châu Á, Tổ chức thiết kế phong cảnh châu Á và Trung tâm nghiên cứu đô thị thành phố Fukuoka, (Nhật Bản) với mục tiêu công nhận một môi trường sống thoải mái, hạnh phúc cho người dân châu Á. Có 9 thành phố của các nước Nhật Bản, Hàn Quốc, Trung Quốc và vùng Đông Nam Á nhận giải thưởng danh giá này.

### Các địa điểm du lịch công cộng
- Trung tâm thanh thiếu niên miền Trung[44]
- Trung tâm thể thao văn hóa tỉnh
- Sân vận động Tam Kỳ
- Trung tâm văn hóa thiếu nhi tỉnh
- Quảng trường tỉnh
- Thư viện tỉnh Quảng Nam[45]
- Bảo tàng tỉnh Quảng Nam.

### Di tích lịch sử
- Văn Thánh Khổng Miếu: Đường Phan Bội Châu, khối phố Mỹ Thạch Bắc, phường Tân Thạnh
- Tháp Chiên Đàn: Làng Chiên Đàn, xã Tam An
- Địa Đạo Kỳ Anh: Thôn Vĩnh Bình và Thạch Tân, xã Tam Thăng.

### Khu du lịch
- Hồ chứa nước Phú Ninh
- Tượng đài Mẹ Việt Nam Anh Hùng
- Làng bích họa Tam Thanh
- Bãi biển Tam Thanh: cách trung tâm thành phố 5 km.

## Giao thông

### Đường phố
Thành phố gồm có các đường phố chính như: Hùng Vương, Phan Chu Trinh, Phan Bội Châu, Trần Cao Vân, Huỳnh Thúc Kháng, Nguyễn Hoàng, Trưng Nữ Vương, Nguyễn Chí Thanh. Về các tuyến đường chạy dọc theo chiều dài nước ta có Quốc lộ 1 cùng cao tốc Đà Nẵng - Quảng Ngãi đi qua.

### Đường sắt
Tuyến đường sắt Bắc - Nam đi qua địa phận thành phố Tam Kỳ song song với trục Quốc lộ 1. Với ga Tam Kỳ nằm ở đường Nguyễn Hoàng, phường An Xuân.

### Đường bộ
- Xe buýt Tam Kỳ - Núi Thành  (số hiệu tuyến 05): Thời gian chạy từ 5h30 tới 17h, tần suất 45 phút/chuyến. Lộ trình tuyến gồm 22 điểm dừng: Trường Cao đẳng Phương Đông, đường Hùng Vương - 12 Nguyễn Chí Thanh - Trung tâm xúc tiến việc làm Quảng Nam - Trường Đại học Quảng Nam - Nhà khách Tỉnh ủy Quảng Nam - Số 321 Trần Cao Vân - Khách sạn Đông Á,540 Phan Chu Trinh - Trung tâm mua bán, bảo hành ôtô, môtô Nam cầu Tam Kỳ - Quầy tạp hóa Tam Xuân 2, Km 999+200 - Phía Bắc cầu Bà Bầu, Km 1002+100 - UBND xã Tam Anh Bắc - Hiệu buôn Việt, chợ Kỳ Chánh, Km 1008+700 - Nhà máy ô tô Chu Lai, Trường Hải - Chợ Trạm, nhà nghỉ Anh Minh - Ngã tư Tam Giang - Ngã 3 Kỳ Hà - 03 vị trí trên đường ĐT. 618 (đầu đường ĐT 618; ngã 3 xe đổ - ngã rẽ biển Rạng; Chi cục Hải quan - Cảng Kỳ Hà) - 01 vị trí trên đường Lê Lợi, thị trấn Núi Thành (khách sạn Trùng Dương, biển Rạng) và ngược lại
- Xe buýt Tam Kỳ - Đại Lộc (số hiệu tuyến 08): Thời gian chạy từ 5h đến 17h, tần suất 30 phút/chuyến. Lộ trình tuyến gồm: Lý Thường Kiệt - Lê Lợi - Nguyễn Du - Nguyễn Chí Thanh - Trưng Nữ Vương -Phan Bội Châu - Quốc lộ 1 - Vĩnh Điện (TX. Điện Bàn) - ĐT. 609 - TT. Ái Nghĩa - Cầu Hà Nha - UBND xã Đại Hồng và ngược lại
- Xe buýt Tam Kỳ - Hiệp Đức (số hiệu tuyến 07): Bãi tắm Tam Thanh (TP. Tam Kỳ) - Tam Kỳ Tam Thanh - Duy Tân - Tôn Đức Thắng - Hùng Vương - Trần Cao Vân - Nguyễn Hoàng - Huỳnh Thúc Kháng - Hùng Vương - Lê Lợi - Nguyễn Du - Đường Phan Bội Châu - Quốc lộ 1 - Ngã tư Hà Lam - Quốc lộ 14E - Hiệp Đức - xã Sông Trà và ngược lại
- Xe buýt Tam Kỳ - Đà Nẵng (số hiệu tuyến 04): Thời gian chạy từ 5h đến 18h, tần suất 15 phút/chuyến. Lộ trình tuyến: cây xăng Hoà Hương - Phan Chu Trinh - Phan Bội Châu - Quốc lộ 1 - Cầu Cẩm Lệ - Ông Ích Đường - Cách mạng Tháng Tám - Nguyễn Hữu Thọ - Nguyễn Tri Phương - Điện Biên Phủ - Hà Huy Tập - Trần Cao Vân - Quang Trung - Đống Đa - Đường 3/2 - Nguyễn Tất Thành và ngược lại
- Xe buýt Tam Kỳ - Bắc Trà My (số hiệu tuyến 02): thời gian chạy từ 5 giờ tới 17 giờ, tần suất 45 phút/chuyến. Lộ trình tuyến như sau: Bến xe Quảng Nam - Phan Bội Châu - Nguyễn Du - Lê Lợi - Hùng Vương - Huỳnh Thúc Kháng - Phan Chu Trinh - Trần Cao Vân - Lê Tấn Trung (TP. Tam Kỳ) - Tam Thái - Tam Dân - Tiên Thọ - Tôn Đức Thắng - Huỳnh Thúc Kháng - Võ Chí Công (TT. Tiên Kỳ) - Quốc lộ 40B - ngã 3 Trà Đốc (huyện Bắc Trà My) và ngược lại
- Xe buýt Tam Kỳ - Hội An (số hiệu tuyến 14): Khu dân cư An Hà - Quảng Phú - Lê Thánh Tông - Duy Tân - Phan Châu Trinh - Nguyễn Du - Lê Lợi - Hùng Vương - Trần Phú - Phan Bội Châu - Nguyễn Văn Trỗi - ĐT. 615 - Đường ven biển 129 - Cầu Cửa Đại - ĐH15 (Hội An) - Trần Nhân Tông - Lý Thường Kiệt - Lý Thái Tổ - Hai Bà Trưng - Nguyễn Tất Thành - Lê Hồng Phong - Bến xe buýt Hội An và ngược lại
- Xe buýt Tam Kỳ - Đại Lãnh (số hiệu tuyến 10)
- Xe buýt Tam Kỳ - Điện Ngọc (CĐ Việt Hàn) (số hiệu tuyến 11): Duy Tân - Phan Châu Trinh - Trần Cao Vân - N24 - Huỳnh Thúc Kháng - Hùng Vương - Trưng Nữ Vương - Nguyễn Du - Phan Bội Châu - Quốc lộ 1 - Hà Lam - Điện Biên Phủ, Nguyễn Hoàng (Nam Phước) - Trần Nhân Tông - BV Vĩnh Đức - ĐH. 8 - Nguyễn Tất Thành - KCN Điện Nam Điện Ngọc - Trần Đại Nghĩa - CĐ CNTT Việt Hàn (P. Điện Ngọc, TX. Điện Bàn) và ngược lại
- Xe buýt Tam Kỳ - Sân bay Chu Lai (số hiệu tuyến 12): Số 06 Phan Bội Châu - Phan Châu Trinh (TP. Tam Kỳ) Chợ Bà Bầu - THACO - Pham Văn Đồng - ĐT. 619 (Núi Thành) - Sân bay Chu Lai và ngược lại.

### Hàng không
- Sân bay Chu Lai: cách trung tâm thành phố 25 km.

## Hình ảnh

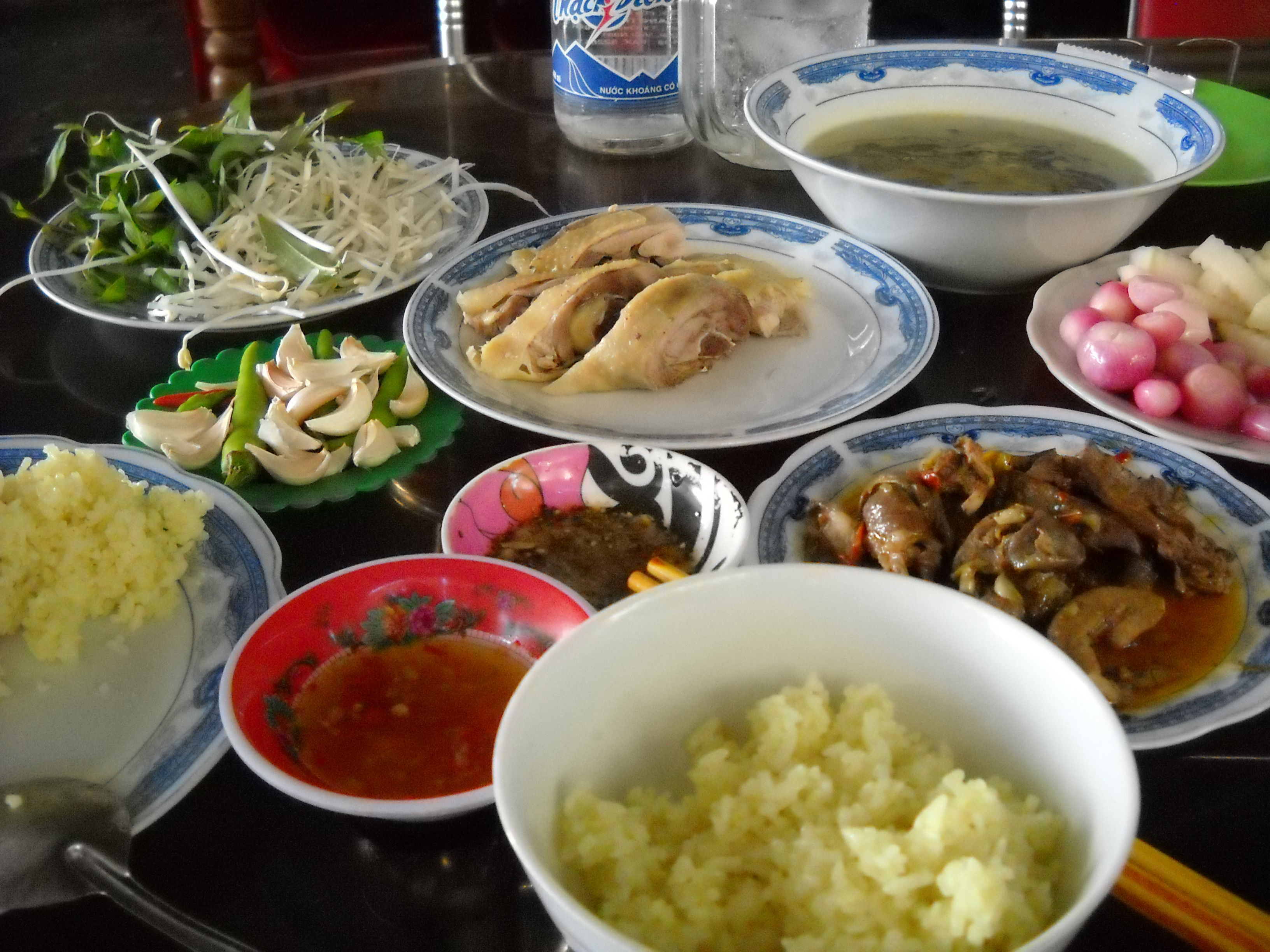
Cơm gà Tam Kỳ, Quảng Nam
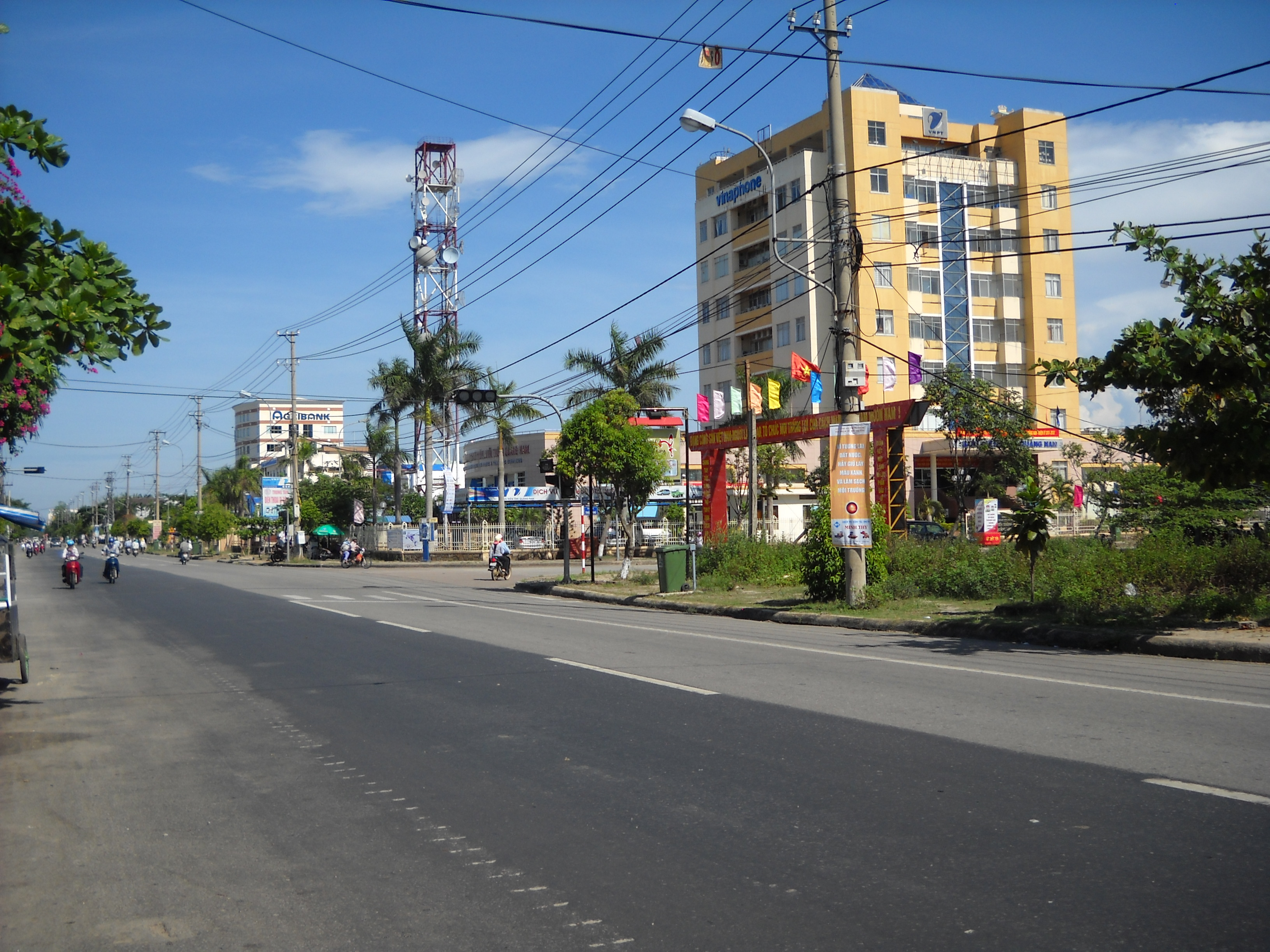
Đường phố ở Tam Kỳ, Quảng Nam
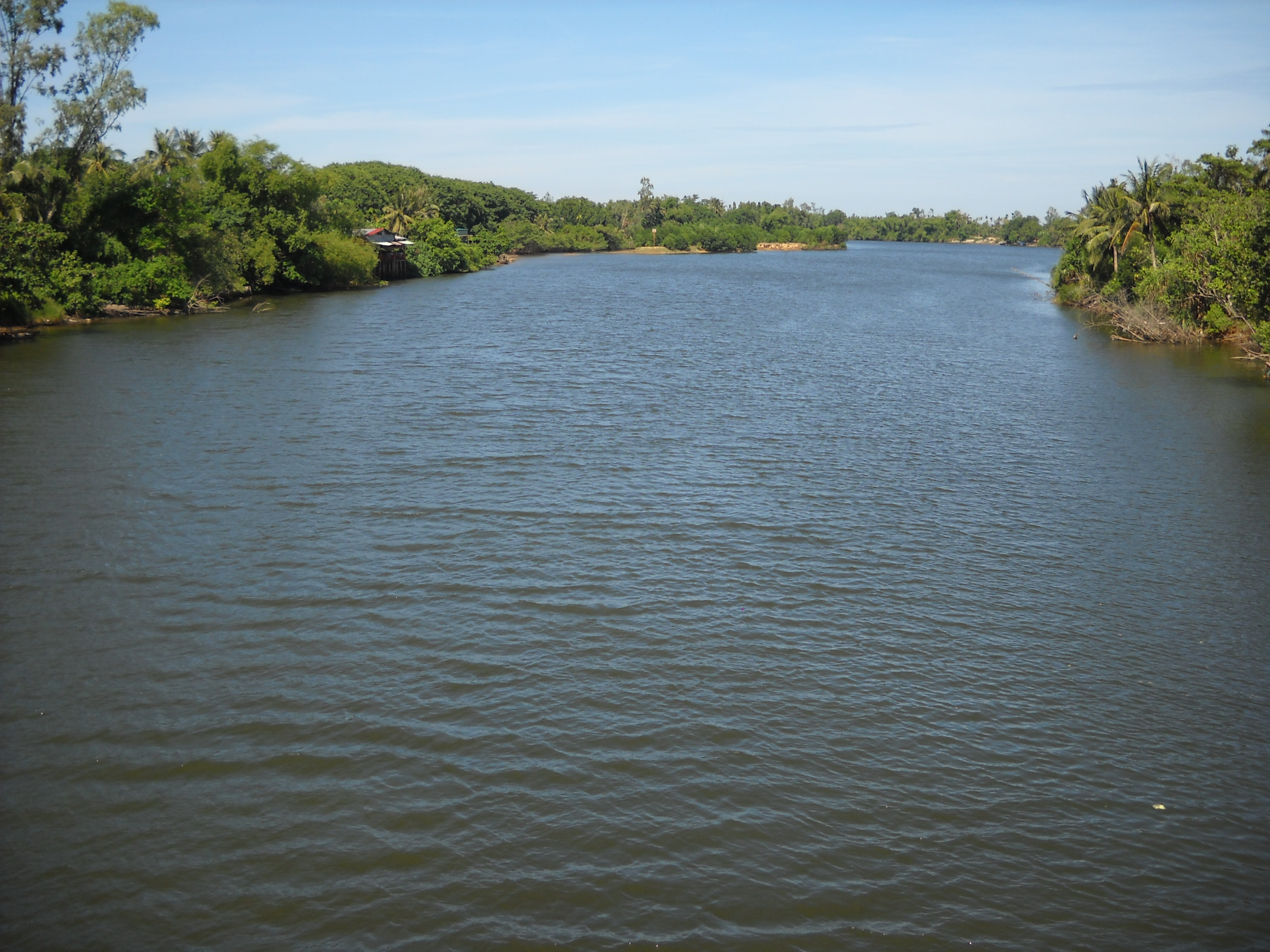
Sông Tam Kỳ, Quảng Nam
Sông Bàn ThạchSông Bàn Thạch
Ngã năm Hùng VươngNgã năm Hùng Vương
Quảng trường Tam KỳQuảng trường Tam Kỳ
Trụ sở UBND tỉnh Quảng Nam tại phường Tân Thạnh, thành phố Tam KỳTrụ sở UBND tỉnh Quảng Nam tại phường Tân Thạnh, thành phố Tam Kỳ